# 萨贡托之战
萨贡托之战（法语：Bataille de Sagonte）发生于1811年10月25日。此役中，由路易·加布里埃尔·絮歇元帅率领的法国军队与华金·布莱克上将率领的西班牙军队作战。当法国人、意大利人和波兰人在战斗中将西班牙部队击溃时，西班牙人试图援救萨贡托城堡的计划也随之失败。此役发生在拿破仑战争的半岛战争期间。萨贡托距离西班牙东海岸不远，大约在瓦伦西亚以北30公里。
1811年9月，絮歇入侵瓦伦西亚省。他试图迅速占领萨贡托城堡，但路易斯·安德里亚尼上校率领的驻军击退了法国人两次进攻，法国联军被迫开始围攻这座古老的堡垒。当布莱克的军队从瓦伦西亚推进以阻止法军围城时，絮歇派出了他的小部分军队来抵抗西班牙人。布莱克对絮歇右翼的进攻出了差错，很快训练有素的西班牙军队就被击溃。然而，进攻絮歇左翼的西班牙军队士气旺盛，战斗非常激烈。最后，法国军队占了上风，几乎将整个西班牙军队击溃。萨贡托城堡的驻军很快投降，布莱克的士兵一瘸一拐地回到瓦伦西亚，在那里他们试图重组这座城市的防御工事。

## 背景

### 军队
在路易·加布里埃尔·絮歇的指挥下，位于阿拉贡的法国军队于1811年6月29日成功结束了对塔拉戈纳的围攻。在行动中，法国人杀死或俘虏了15,000名西班牙士兵，消灭了加泰罗尼亚三分之二的军队。法军则有4,300人伤亡。占领塔拉戈纳使絮歇获得了他的元帅指挥棒。拿破仑希望征服瓦伦西亚省，但这场战役不得不等到法国人重新夺回位于法国和西班牙之间的主要道路上的圣费兰城堡。菲格拉斯围城战于1811年8月19日以西班牙驻军投降告终。六天后，拿破仑命令絮歇进军并占领瓦伦西亚。皇帝认为瓦伦西亚的西班牙军队处于恐慌之中，这座城市很容易就会被法国军队占领。但拿破仑犯了错误；萨贡托城堡将坚持数周。
根据历史学家查尔斯·阿曼的说法，瓦伦西亚军队在所有西班牙军队中拥有最差的声誉。在以塔拉戈纳沦陷而告终的战役中，瓦伦西亚军队被证明无法有效协助驻军。1811年10月，瓦伦西亚军队的人数为36,000人，其中包括由新组建的后备师。当布莱克指挥瓦伦西亚军队时，他从加的斯带来了两个有战斗力的师。他希望尼古拉斯·德·马希中将率领的穆尔西亚军队可以帮助保卫瓦伦西亚免受絮歇的攻击。
絮歇元帅的阿拉贡军队有50,000人，但扣除驻军和病患后，战场上只有31,000人。纳瓦拉和阿拉贡西部的奥诺雷·查尔斯·雷耶和菲利波·塞韦罗利将军的师也有15,000名士兵。这些优秀的部队很快就会被分配到絮歇的指挥下。加泰罗尼亚查尔斯·马蒂厄·伊西多尔·德卡恩将军的师有23,000名士兵。然而，由于加泰罗尼亚游击队非常活跃，没有一个人能从德卡恩的军队中增援絮歇。絮歇指派伯纳德-乔治-弗朗索瓦·弗雷尔将军7000人的师保护他的后方通讯。絮歇为瓦伦西亚战役精心挑选了22,000名最优秀的步兵，留下6,800名战力较差的步兵驻守他的补给线。法国野战军中唯一有问题的部分是克劳德·安托万·孔佩尔将军指挥的1,500名那不勒斯人。絮歇的入侵军队几乎包括了他所有可用的骑兵和野战炮兵。

### 行动
絮歇的左纵队从托尔托萨沿海岸公路向西南推进，法国的攻城车和大部分物资都驻扎在那里。在11,000人的沿海纵队中，有较多的步兵，几乎所有可用的骑兵和所有野战炮兵。一个步兵旅保护着缓慢移动的攻城炮。这个旅没有参战，因为他们需要守卫法国补给线。絮歇的中路军队在山路上向南移动，途经阿尔卡尼兹和莫雷拉。7,000人的纵队由朱塞佩·费德里科·帕隆比尼的意大利步兵师和孔佩尔的那不勒斯师组成。右纵队在特鲁埃尔的山路上向东南行进，由让·伊西多尔·哈里斯佩法国步兵师的5,000人组成。哈里斯佩面临最大的危险，因为他的部队离布莱克的西班牙军队最近。
碰巧的是，布莱克从一开始就选择了被动防守。他敦促他的士兵建造一条覆盖瓦伦西亚的坚固防线。在瓦伦西亚以北约二十英里的萨贡托，布莱克下令建造一座强大的堡垒。1810年3月，布莱克选了一个废弃的遗址，该遗址包含被摩尔人占领的罗马城市萨贡图的遗址。在英国军官查尔斯·威廉·道尔的推荐下，西班牙工人用古代遗迹中的石块填补空隙，修复了旧城墙。直到此时，相对完整的罗马剧院被拆除以提供建筑材料。然而，当絮歇的军队前进时，这项工作仍未完成。堡垒由安德里亚尼上校指挥的2,663名士兵驻守。共有五个步兵营，其中包括两个新组建的步兵营。驻军有17门大炮，其中只有3门是12磅炮，其余的口径则更小。西班牙人还在佩尼斯科拉驻扎了1,000名士兵，在奥罗佩萨德尔马尔驻扎了500多人。
9月15日，所有三个法军纵队都开始移动。两天后，絮歇的左纵队绕过佩尼斯科拉，留下一个营和一些骠骑兵监视这个地方。9月19日，法国沿海纵队穿过奥罗佩萨附近的两座防御塔。那天晚上，帕隆比尼的中柱加入了左柱，沿途没有遇到任何抵抗。布莱克派何塞·奥比斯波将军的师在巴拉克斯山口阻挡哈里斯佩的纵队。哈里斯佩发现了西班牙军队，并采取了一条向东的小路以避开奥比斯波。这支法国师沿着米哈雷斯河谷行进到海岸，与另外两支纵队汇合。9月22日，絮歇的全军从卡斯特利翁-德拉普拉纳出发，在比利亚雷亚尔击退了500名西班牙士兵，次日到达萨贡托城堡。

## 围城

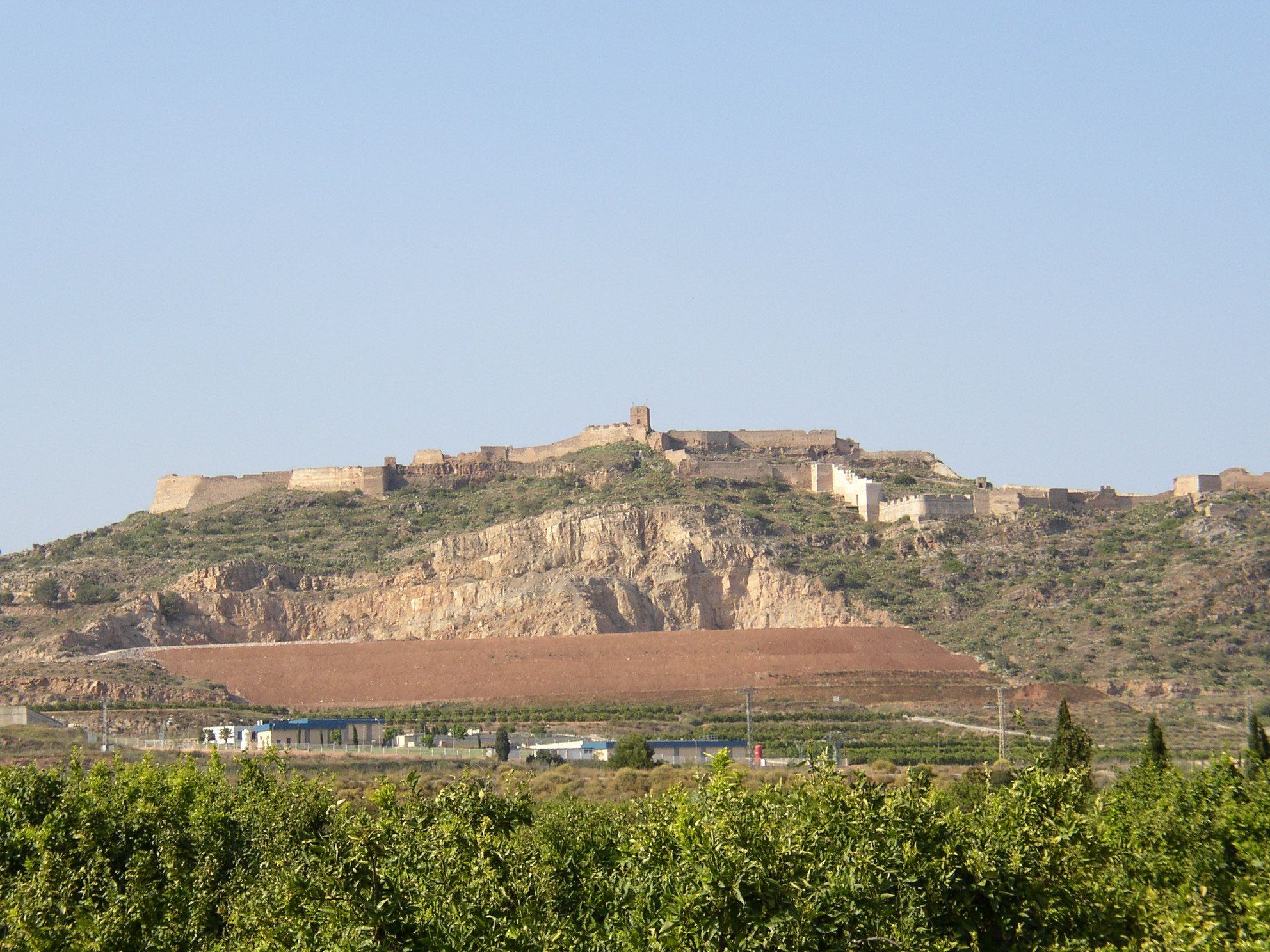
萨贡托城堡

9月23日，法国军队将哈伯特的步兵师派往萨贡托城堡东侧，将哈里斯佩的师派往西侧。絮歇的骑兵向南深入瓦伦西亚腹地约6公里并且没有遇到抵抗。帕隆比尼的师在西北方盘旋，以拦截任何西班牙企图扰乱围城的企图。看到城堡的防御工事还没有建成，城墙上也有两个缺口可见，絮歇决定在9月27日至28日午夜尝试攻城。法军排成两列，每列300人，由哈伯特师的志愿者组成。在城堡山脚下的萨贡托，法军部署了一支支援部队。哈伯特有2,000人准备支援突击队。为了误导守军，帕隆比尼的六个意大利连队将转移到要塞的另一边。絮歇希望这次袭击能让守军意想不到。

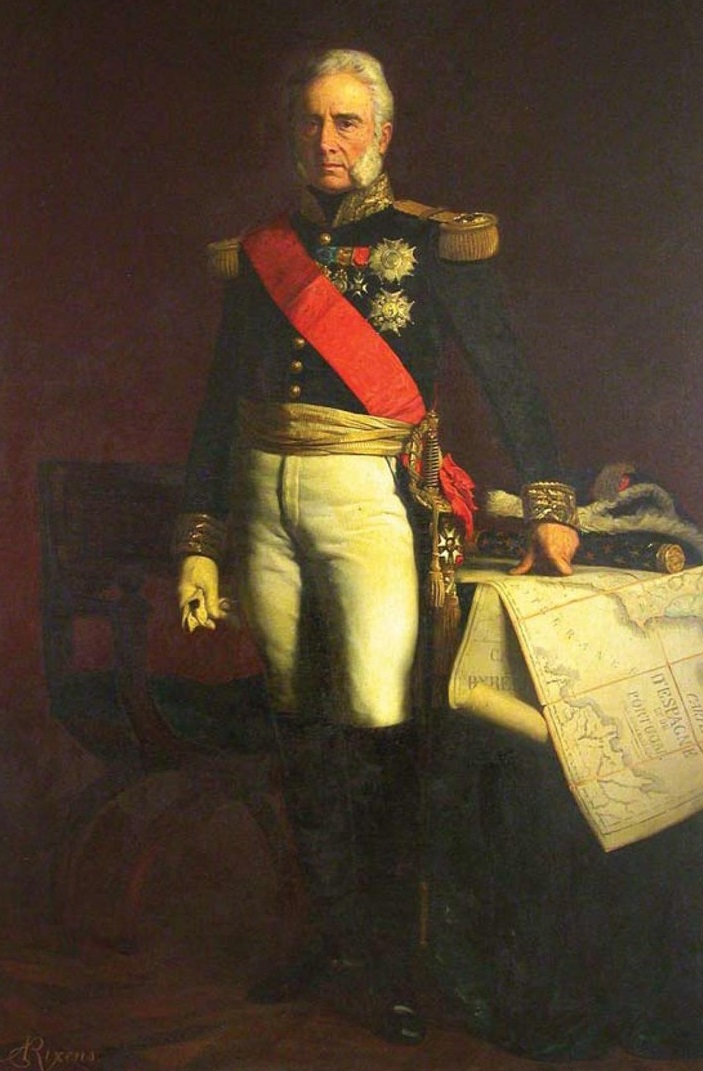
让·伊西多尔·哈里斯佩

在黑暗中，法国的冲锋队悄悄地进入了靠近古罗马剧院的一个大蓄水池。此时两个纵队见相隔110米。出于某种意外，交火过早的发生导致负责突袭的纵队过早地从掩体中冲出。这时法军才发现西班牙守军一支都在保持警惕。攻击者能够在墙上放置梯子，但西班牙军队非常勇敢地进行了战斗。每个爬到墙顶的法国人都被杀，梯子也被撞倒。法国人也勇敢地向前推进，但他们的对手顽强地守住了自己的阵地。午夜时分，帕隆比尼的手下开始了他们的牵制行动，但遭到了西班牙火枪的齐射。然而，这并没有导致守备部队将部队转移到主攻方向之外。法军的第三纵队此时也致力于主攻，但这一努力也失败了。最后，法军的幸存者撤退到掩体后面。见攻城失败，絮歇授权法军撤退。元帅承认有247人死亡和受伤，但另一个消息来源声称有360人伤亡，其中包括52名意大利人。西班牙的损失只有15人丧生，不到30人受伤。
这次失败后，絮歇命令另外一个步兵旅和攻城炮加入他的大部队。在从托尔托萨出发的缓慢旅程中，重炮首先需要炸毁奥罗佩萨的两座防御塔，使西班牙守军屈服。法国元帅将他的军队分成封锁包围萨贡托城堡的部队和掩护部队以防御西班牙其他部队的干涉。在等待攻城炮的同时，法国工程兵开始准备炮台阵地和坡道，以便将他们的炮推上山。布莱克不相信他的士兵可以在开阔地带与絮歇的法军正面作战。指挥穆尔西亚军队的马希抱怨说，他的部队对自己的战斗能力没有信心。在这种情况下，布莱克希望通过切断补给线来迫使絮歇撤退。他将奥比斯波的师派往塞戈尔韦，在那里封锁了通往特鲁埃尔的道路。游击队则对絮歇的通讯线路进行了袭扰。

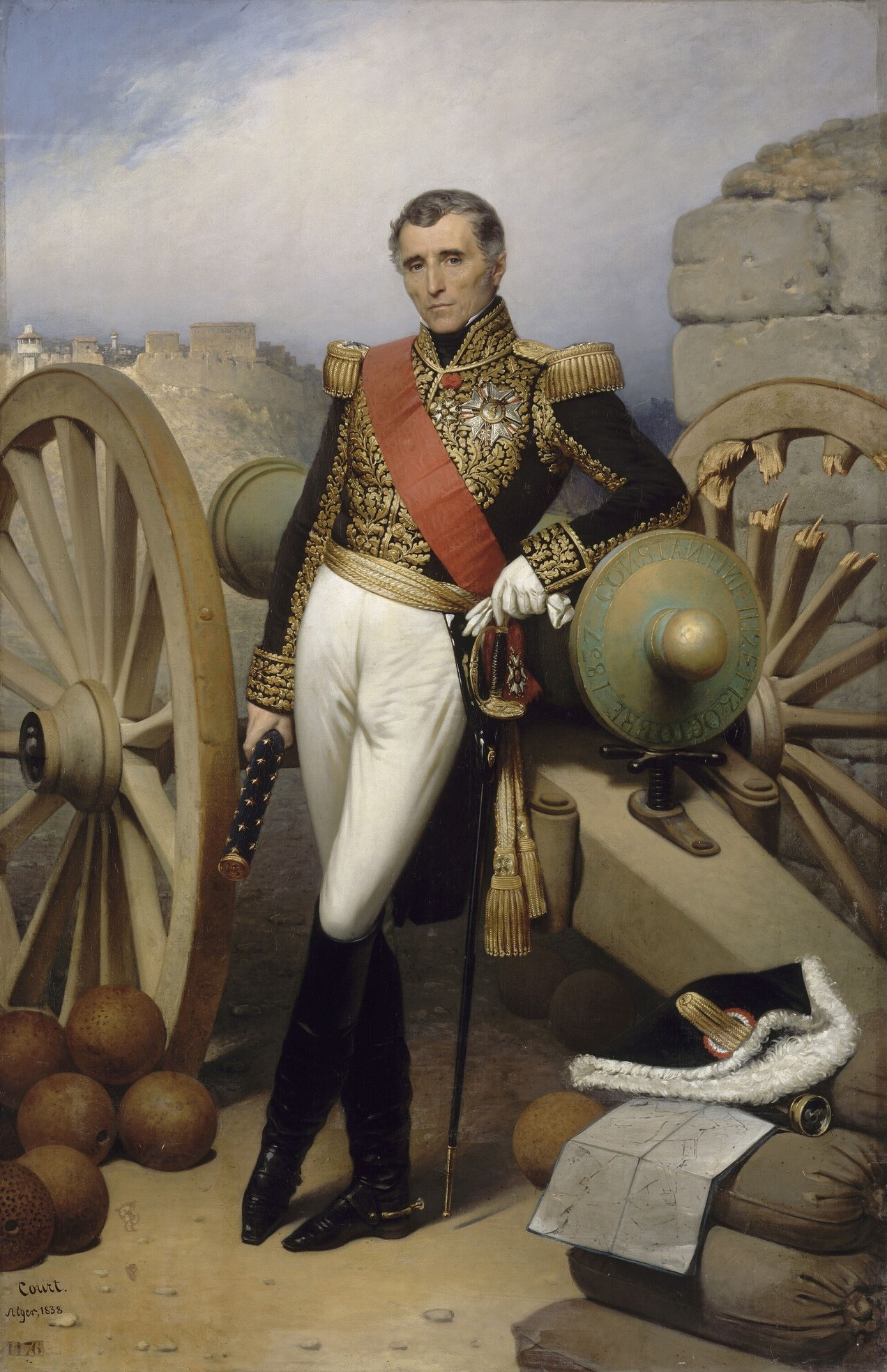
西尔万·夏尔·瓦雷

胡安·马丁·迪兹、何塞·杜兰和他们的游击队袭击了卡拉塔乌德，迫使其守军进入了一座坚固的修道院。1811年10月3日，马丁的游击队击退了1,000人的救援纵队，随后西班牙人在城墙下引爆了两枚地雷，迫使560名幸存者投降。此时，塞维罗利的7,000名意大利士兵增援了阿拉贡的法国占领军，恢复了他们开始动摇的信心。弗朗西斯科·埃斯波兹·米纳率领的4,000名游击队员开始围攻埃赫阿-德洛斯卡瓦列罗斯，迫使其驻军撤出并加入由切科皮耶里上校领导的800人救援纵队。没有意识到米纳的实力，切科皮耶里率领他的意大利第7线列步兵团的一个营前往阿耶韦。10月16日，米纳伏击了意大利人，杀死了200名士兵和他们的指挥官，并俘虏了600名幸存者。然后米纳将他的俘虏赶到北部海岸的穆特里库，并将其交给英国海军。然而，这些小规模的失败未能阻止絮歇对萨贡托的围攻。

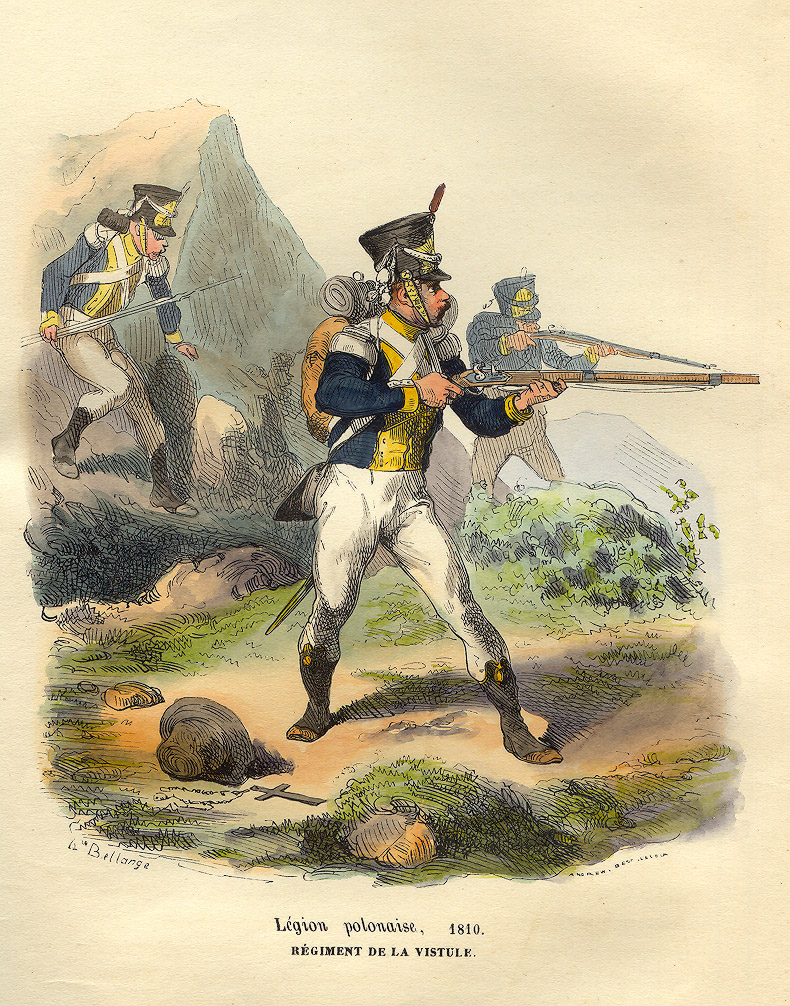
维斯瓦河军团的波兰士兵

布莱克随后做了几次无效的尝试来干扰围攻。絮歇派帕隆比尼的师和罗伯特的旅将奥比斯波的师赶出塞戈尔贝。10月2日，哈里斯佩的师和罗伯特的旅将查尔斯·奥唐奈中将的部队赶出贝纳瓜西尔，给西班牙军队造成400人的伤亡，法军则有60人伤亡。得知法国军队正在从马德里逼近的传言，布莱克派马希的穆尔西亚人向昆卡进军，但徒劳无功，在那里西班牙人只发现了一个法军步兵营，法军迅速逃走了。10月10日，絮歇的攻城炮到达奥罗佩萨，迫使驻守第一座防御塔的215名西班牙士兵投降。第二天，第二座塔楼的部队被英国海军疏散。10月12日，急需的攻城列车抵达萨贡托城堡。
絮歇的炮兵和工程指挥官西尔万·查尔斯·瓦雷和约瑟夫·罗尼亚特将军乘坐攻城车抵达。絮歇的部队用了四天时间才将重型火炮拖上山并进入炮台。由于这座山非常崎岖，帝国军队不得不从山脚下挖土来建造护栏。10月16日，攻城炮就位，到18日下午，炮手和工程师报告说，西班牙在多斯梅奥要塞的防御工事被突破。絮歇当天晚上下令发动袭击。该计划要求哈伯特师的400人发起进攻，并得到帕隆比尼的意大利人的支持。攻城炮直到最后一刻才猛击突破口，造成守军损失惨重，这些守军勇敢地守在自己的阵地上，将沙袋和其他障碍物堆入突破口。下午5时，法军的突击队冲向防御工事，但在突破口的一半处被猛烈的火力阻止。少数几个爬上山顶的法国士兵被刺或枪杀。这次袭击完全失败，哈伯特很快命令这些人撤退。絮歇承认损失了173人，但实际伤亡人数接近300人。
再次被击退后，罗尼亚特说服絮歇对城堡进行围困。守军的抵抗仍然非常猛烈，法军每天损失15到20人，同时努力将他们的阵地推向西班牙的防御工事前。与此同时，布莱克再次派奥比斯波夺取塞戈尔布。10月20日，絮歇派帕隆比尼率领4,500名法意军队清除通往特鲁埃尔的道路，以此反击这一举动。到24日，帕隆比尼与絮歇的军队一起归来。10月23日，马希从昆卡的无用行动中返回，与布莱克会合，第二天布莱克与他的军队出发去解救萨贡托城堡。布莱克避免战斗的策略在瓦伦西亚非常不受欢迎，因此他需要打一场战斗，否则将面临被撤职的危险。

## 战斗

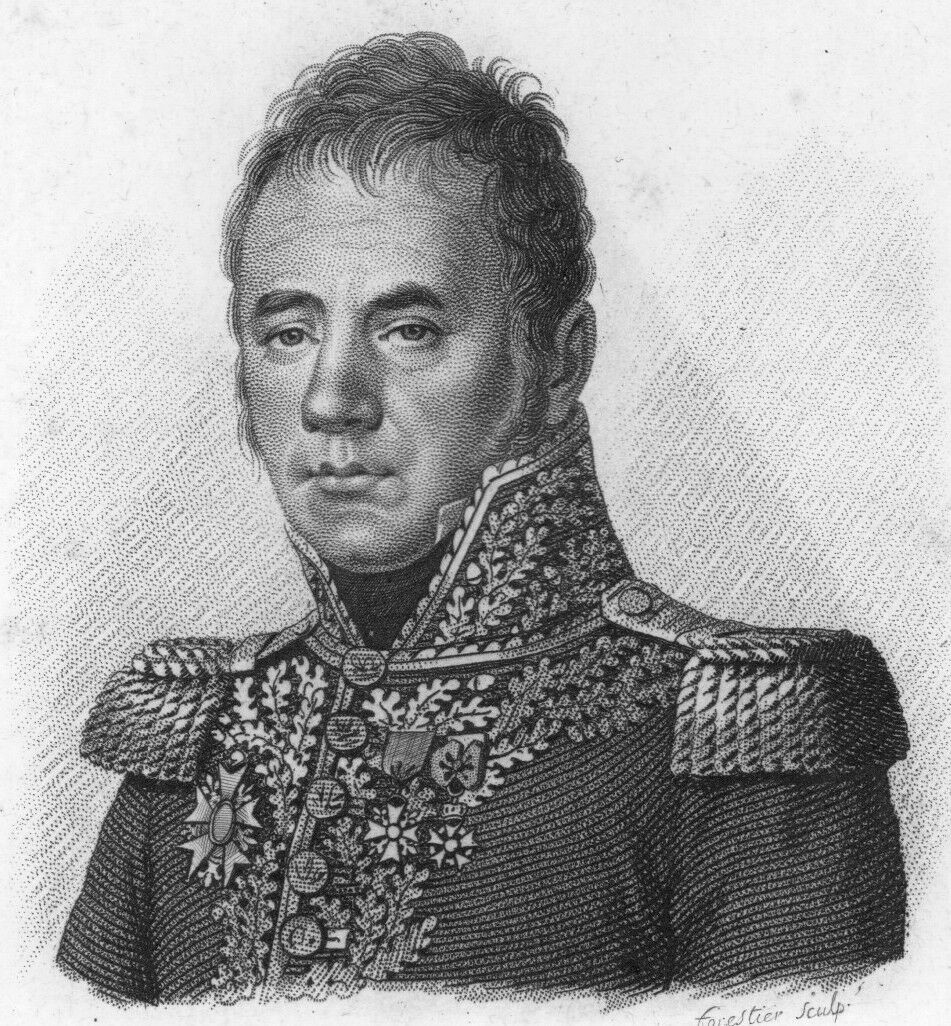
皮埃尔-约瑟夫·哈伯特

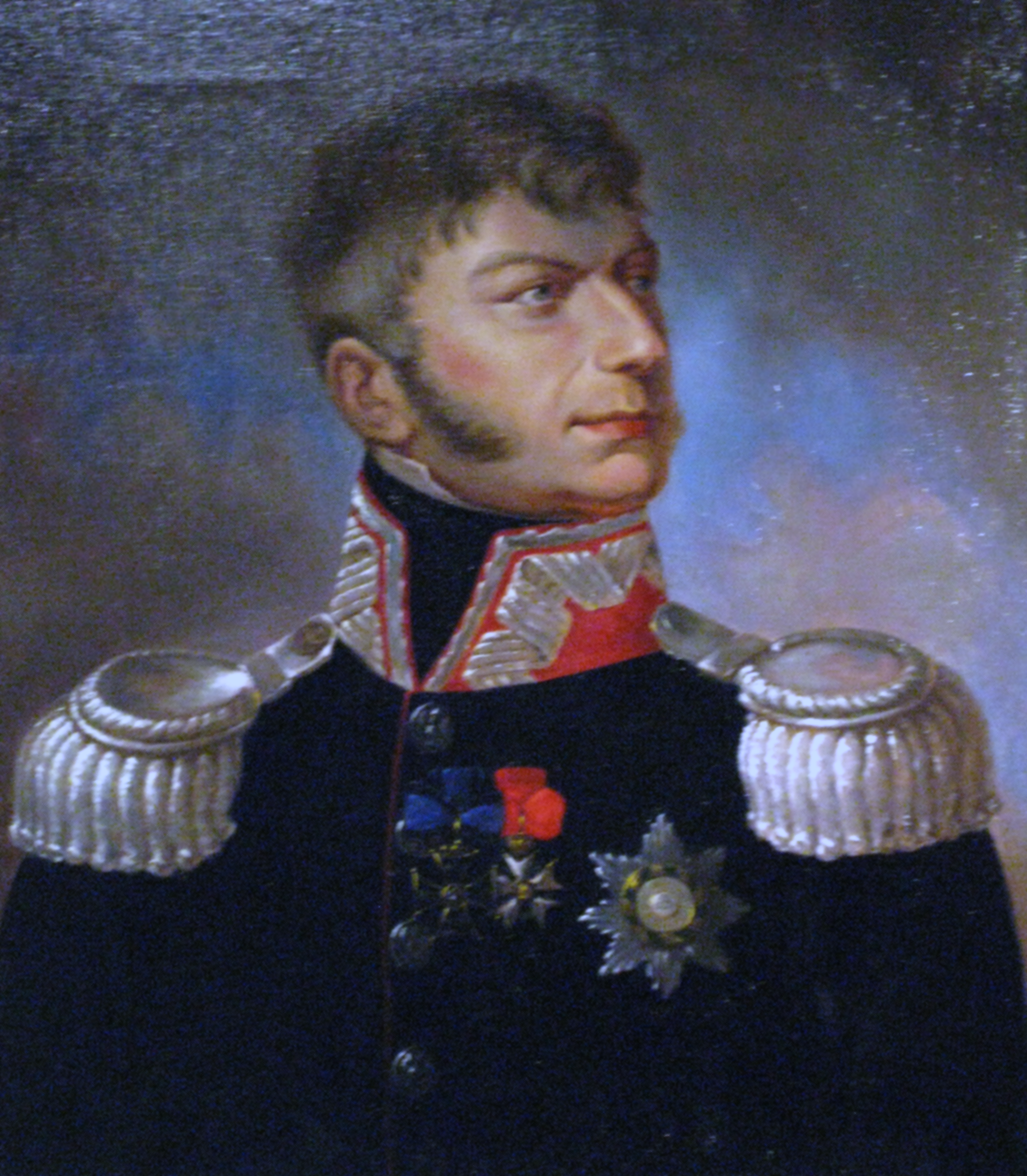
尤泽夫·霍皮茨基

10月25日早上7时左右，西班牙部队发起了袭击。两个西班牙步兵营与法军的一个步兵旅相撞并被击退。接下来，奥唐奈的两个师开始攻击霍皮茨基的波兰士兵。当西班牙编队开始压制法军的阵线时，霍皮茨基下令进攻。法军的反击迅速击退了西班牙军队的进攻。法军的龙骑兵随后冲进西班牙军队两个师之间的空隙，然后转向左翼。意大利龙骑兵随后也从侧翼突入，西班牙士兵随后溃散并转身逃回山谷。奥唐奈命令圣胡安的骑兵前锋保护他的步兵。认识到危机后，马希将他的部队推进了行动。
在取得惊人的成功后，霍皮茨基停止了追击，等着看其他地方的战况。此时，奥唐奈的两个师在山脚下集结。在重组了他的龙骑兵后，法军骑兵向圣胡安的巴伦西亚骑兵旅发起了进攻。倒霉的西班牙骑兵转身逃跑，后撤的西班牙骑兵撞进了马希的两个西班牙步兵营先锋上，导致这些步兵也跟着逃跑了。此时，霍皮茨基指挥他的七个营向前发起总攻，奥唐奈的两个师彻底溃败。穆尔西亚骑兵旅和两个步兵旅也溃散了。西班牙部队有400人死伤，但法军围捕了大约2,000名俘虏和几门大炮。奥比斯波的部队出现得太晚了，和被击溃的部队会合后就撤退到北方。
当布莱克左翼惨败时，西班牙右翼也在进攻。哈伯特的法军部队驻扎在远离海岸线的位置，因为近海有几艘西班牙炮艇在提供炮火支援。在西班牙右翼，一个步兵师推进并与哈伯特的部队进行了火枪战斗，双方都没有获得优势。在中央，双方都试图占领战线之间的一个小山丘，但一个西班牙步兵旅首先到达那里。西班牙人迅速部署了1,500名士兵和一排火炮来保卫小山。絮歇组织了一次由第7线列步兵团的四个营带头的进攻。第116线列步兵团和维斯瓦河第3军团的波兰人在每一侧都支持这些部队，这是拿破仑青睐的混合秩序的一个例子。第4骠骑兵团的两个中队和第13胸甲骑兵团的一个中队掩护了哈里斯佩的左翼。法军的进攻迫使西班牙人从山丘上撤退，但法军并没有给西班牙人造成很大的损失。

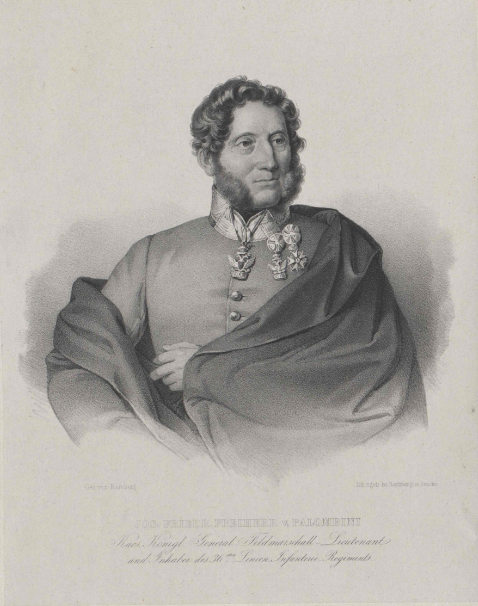
朱塞佩·帕隆比尼

洛伊和卡罗将军率领的1,100名西班牙骑兵随后发起冲锋。这次意外的袭击遇上了哈里斯佩阵线左边的三个法国骑兵中队，西班牙人将法军骑兵击溃。洛伊率领他的士兵缴获了三门大炮，几乎摧毁了第116线列步兵团。卡罗的骑兵则开始追击被击败的法国骑兵。在危机中，絮歇命令帕隆比尼派出一个旅来堵住防线的漏洞。然后，法国元帅亲自前往第13胸甲骑兵团的其余两个中队并命令他们冲锋。350名胸甲骑兵冲向西班牙骑兵并将他们击散。洛伊和卡罗都勇敢地试图召集他们的士兵。两人都受了重伤并被俘。胸甲骑兵冲过西班牙炮兵阵地，直到他们到达西班牙阵线后方的溪流时才被阻止，在那里他们被西班牙后备部队的火炮驱散。此时，双方的步兵仍在进行火枪对战。
紧随胸甲骑兵之后，圣保罗的意大利人击退了西班牙的最后一支骑兵部队，然后开始朝没有保护的西班牙右翼发起进攻。西班牙士兵表现非常出色，但最终还是在正面和侧面的双重压力下崩溃了。布莱克已经建立了他的指挥所，但在战线后方因此无法影响战斗。正如他的一名副官所观察到的，布莱克只在最初下达了前进的命令，然后让事情顺其自然。当前线的西班牙部队被击退后，布莱克才下令右翼迅速撤退脱离危险，开始组织全面撤退。

## 结果
布莱克的军队损失了大约1,000人。法军俘虏了4,641人，缴获了12门火炮。西班牙的巴达霍斯第2团在800人中失去了17名军官和521名士兵，大部分被俘。哈里斯佩和哈伯特在与西班牙两个老兵师作战时有41名军官伤亡。像往常一样，絮歇少报了他的损失，称自己有130人阵亡和590人受伤。西班牙的总伤亡人数达到约6,000人。法军的损失可能是大约1,000人伤亡。
第二天，絮歇派使者前往安德里亚尼的指挥部，要求驻军投降。安德里亚尼很快就屈服了。看到救援大军在眼前散去后，守备部队的人已经没有了继续抗争的意志。到了这个时候，法国的攻城战壕已经非常接近西班牙的防御阵地了。多斯梅奥堡垒在轰炸中变成了废墟，而且很可能会在下一次袭击中被摧毁。2,500名幸存的守军成为法军的囚犯，但其中200人病重或受伤无法从医院转移。17门火炮中的大部分都已经被摧毁。
絮歇本可以推进到瓦伦西亚然后摧毁布雷克士气低落的22,000名残兵。但法国元帅在胜利后停了下来。在为萨贡托城堡提供驻军并派出一个旅护送西班牙囚犯到后方后，他只有15,000人可用于进一步作战。絮歇拒绝调用保护补给线路的一个旅。此外，絮歇想要塞韦罗利和雷耶的师推进到瓦伦西亚。塞维罗利听命于他，但那位将军的部队正在忙着守卫阿拉贡。为了获得雷耶的帮助，絮歇需要得到拿破仑的许可。该许可书将于12月到达前线。

## 引注
1. 1 2 3 4 5 6 7 8  Bodart 1908，第427頁.
2. ↑  Esdaile 2003，第372-374頁.
3. ↑  Smith 1998，第365頁.
4. ↑  Oman 1996，第1–2頁.
5. ↑  Oman 1996，第3頁.
6. 1 2  Oman 1996，第4頁.
7. ↑  Oman 1996，第5–6頁.
8. ↑  Oman 1996，第7頁.
9. ↑  Oman 1996，第8–9頁.
10. ↑  Oman 1996，第10–13頁.
11. ↑  Oman 1996，第14–15頁.
12. 1 2  Oman 1996，第16–17頁.
13. 1 2 3  Oman 1996，第18頁.
14. ↑  Oman 1996，第19頁.
15. 1 2  Oman 1996，第21–23頁.
16. ↑  Phillips 2007.
17. ↑  Oman 1996，第24–25頁.
18. ↑  Oman 1996，第27–29頁.
19. ↑  Oman 1996，第30–31頁.
20. ↑  Oman 1996，第26頁.
21. ↑  Oman 1996，第36–37頁.
22. ↑  Oman 1996，第38頁.
23. 1 2  Oman 1996，第39–41頁.
24. 1 2  Oman 1996，第42–43頁.
25. ↑  Oman 1996，第44–45頁.
26. ↑  Gates 2002，第321–322頁.
27. ↑  Oman 1996，第44–46頁.
28. ↑  Oman 1996，第47–48頁.

## 延伸阅读
- Ojala, Jeanne A. Chandler, David G. , 编. . New York, N.Y.: Macmillan. 1987. ISBN 0-02-905930-5.
- Oman, Sir Charles William Chadwick.  V. Oxford: Clarendon Press. 1902e.